# 巴黎協定
《巴黎协定》（法語：Accord de Paris，或译巴黎协议）是由聯合國195個成員國（包括觀察員巴勒斯坦國及聖座）於2015年12月12日在2015年聯合國氣候峰會中通過的氣候協議；取代京都議定書，期望能共同遏阻全球暖化趨勢。協議第二條指將通過以下內容「加強《聯合國氣候變化框架公約》」：
1. 把全球平均氣溫升幅控制在工業革命前水平以上低於2℃之內，並努力將氣溫升幅限制在工業化前水平以上1.5℃之內，同時認識到這將大大減少氣候變遷的風險和影響。
2. 提高適應氣候變化不利影響的能力並以不威脅糧食生產的方式增強氣候抗禦力和溫室氣體低排放發展。
3. 使資金流動符合溫室氣體低排放和氣候適應型發展的路徑。

巴黎協定確定了明確目標，並針對可再生能源進行投資，同時將世界多數開發中的國家和地區納入，但這項協定對他們並無設定強制約束力，依照目前的框架下由各國自主推動，對於不遵守的情況只能透過每5年檢視減排成績，透過再談判的方式施壓，是否能夠達到目標充滿未知數。

## 過程

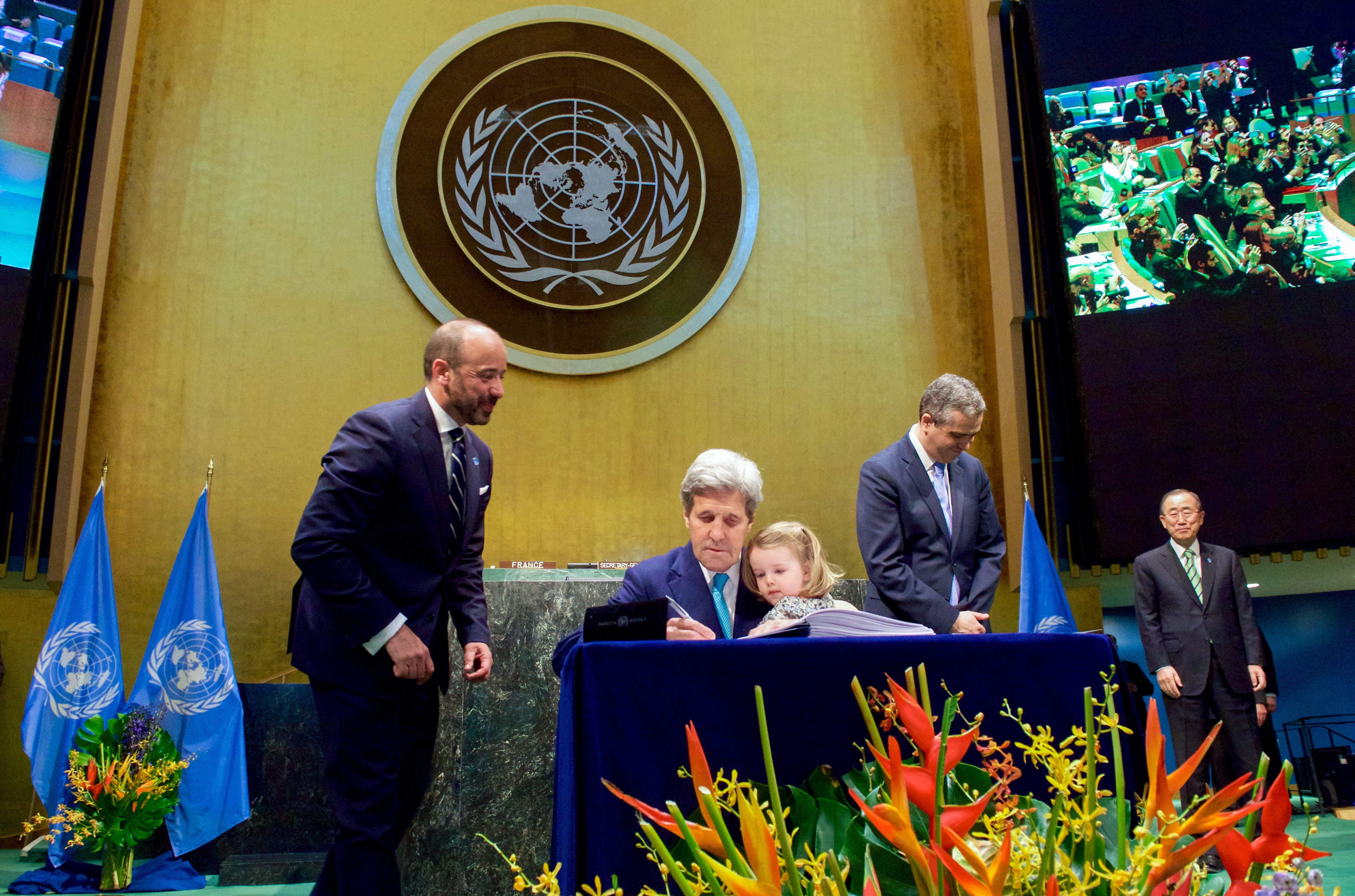
美國簽署時的畫面

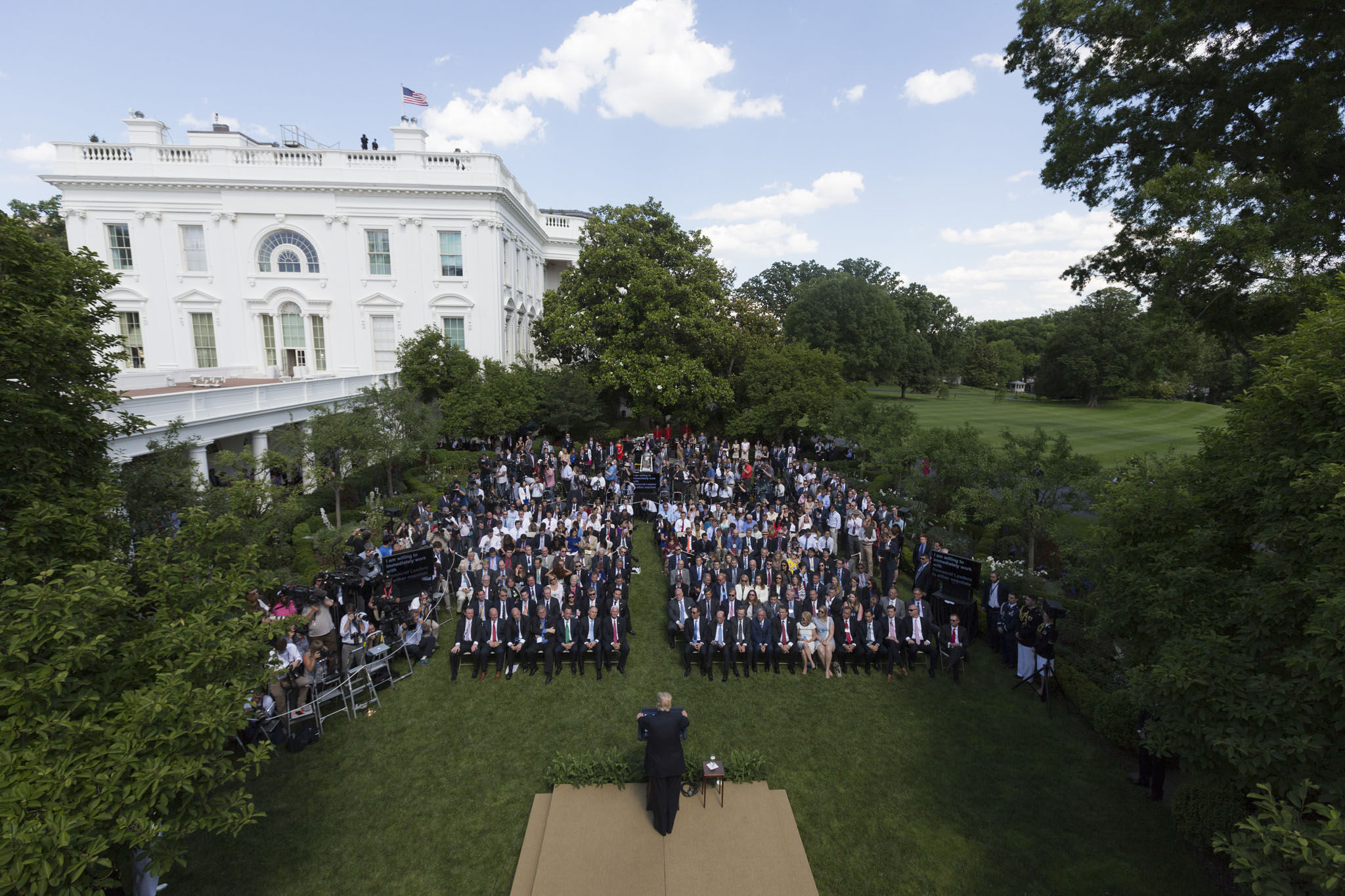
美國時任總統川普宣布退出的演講

2016年4月22日世界地球日，171國在聯合國總部簽署《巴黎氣候協定》，創下單日最多國家簽署協議的紀錄。
在联合国秘书长潘基文正式发表讲话前，邀请一位来自坦桑尼亚的青年代表发言。这一程序的改变体现了气候变化对人类未来将产生深远影响的意义，并强调年轻一代在未来所肩负的责任。
自然界的一项研究表明，截至2017年，没有一个主要的工业化国家正在实施他们所设想的政策，并且没有达到其承诺的减排目标，即使它们已经实现了所有成员承诺的总和（截至2016年）不会使全球温度上升“远低于2°C”。据环境规划署称，2016年11月的减排目标将导致温度比工业化前水平高出3°C，远高于巴黎气候协议的2°C。
《巴黎协定》共29条，当中包括目标、减缓、适应、损失损害、资金、技术、能力建设、透明度、全球盘点等内容。
2017年6月1日，時任美國總統唐納德·特朗普宣布美國將會退出巴黎协定，不過巴黎協定規定締約方在生效日期（即2016年11月4日）起的三年內不得退出，辦理退出手續也需要花費一年時間。
2019年11月4日，美國國務院發佈國務卿麥克·蓬佩奧聲明，美國正式啟動退出《巴黎協定》的程序，並通知聯合國啟動程序；根據規定，退出過程需一年時間。2020年11月4日，美国正式退出《巴黎協定》。
2020年12月，环保与能源机构透露中国一带一路计划从津巴布韦到印度尼西亚建造的数十家燃煤电厂的排放量将超过主要已开发国家，威胁到全球应对气候变化的努力。数个环保和能源机构发表联合声明，指中国国有企业中资银行仍继续为煤炭项目提供融资。波士顿大学关于中国全球能源融资的数据库显示，在2000年至2018年期间，中国两大国营银行在海外能源项目上投资的2,510亿美元中，有23.1％用于煤炭项目。根据2015年签署的巴黎气候协议，中国将自己定位为气候变化的领导者。9月，主席习近平主保证该国到2060年将实现碳中和。但是中国国有企业正在海外投资数十亿美元用于煤炭发电，排除在中国国内碳中和计算之外。环保主义者表示，这使得巴黎协议将全球变暖幅度保持在2摄氏度以下的目标处于危险之中。
2021年1月20日，美国總統喬·拜登簽署行政命令重返《巴黎协定》。2021年2月19日，美国正式重返《巴黎协定》。2025年1月20日，唐納·川普签署行政令，宣布美国将再次退出巴黎协定。2026年1月27日起生效。 2025年2月，阿根廷總統哈維爾•米萊宣布阿根廷將退出巴黎協定。

## 成效
《巴黎協定》生效後，地球暖化持續加速，2018年全球溫室氣體排放量（包括因土地利用變更而產生）達到553億噸二氧化碳當量，當中化石燃料使用和工業活動造成的排放達到375億噸二氧化碳當量，較2017年增長2%。2019年全球溫室氣體排放量（包括因土地利用變更而產生）達到591億噸二氧化碳當量。
根据联合国气候变化2022年10月发布的新报告显示，虽然各国正在努力减少温室气体排放，但这些努力仍不足以将全球温度在本世纪末限制在1.5摄氏度以内。根据现有承诺，到2030年温室气体排放量将比2010年增长10.6％。与去年预测的2030年温室气体排放量较2010年增长13.7%相比，这一数据有所改善。。

## 外部連結
- 巴黎协定 （页面存档备份，存于） - 联合国公约与宣言检索系统
- . 经济参考网 _ 新华社《经济参考报》官方网站.   [2017-06-02]. （原始内容存档于2019-09-06）.